# Ђорђе Велики Комнин
Ђорђе Велики Комнин (грч. Γεώργιος Μέγας Κομνηνός) је био трапезунтски цар од 1266. до 1280. из династије Великих Комнина.
Ђорђе Велики Комнин (грч. Γεωργιος Μεγας Κομνηνος, Георгије Велики Комнин; око 1255. – после 1284.) је био цар Трапезунтског царства од 1266. до 1280. године, био је најстарији син цара Манојла I и његове треће жене царице Ирине Сирикене, трапезунтске племкиње. Наследио је свог полубрата цара Андроника II 1266. године и владао је 14 година. Цар Ђорђе је био први трапезунтски цар који је званично користио презиме Велики Комнин („Мегало Комнин“), који је раније био само надимак.

## Владавина
Детаљи о унутрашњим пословима његове владавине су оскудни. Осим дужине његове владавине, све што Михаило Панарет експлицитно говори о Ђорђу јесте загонетна изјава да су га „издајнички издали његови службеници на планини Таурезион и заробљен је у јуну 1280. године“. Иако три различите јерменске хронике наводе да га је убио Абака кан од Илкана, заједно са атабегом од Лорија, био је жив 1284. године када се вратио у Трапезунт и покушао да поврати свој престо за време владавине свог брата, цара Јована II, за кога Панарет наводи да је био познат као „Скитница“.
Мишел Куршански је истакао да је посланство његовог оца цара Манојла I 1253. године, француском краљу Лују IX Светом, који је тада боравио у Сидону, имало задатак да понуди брачни савез између цара Манојла I који је постао удовац, и неке принцезе из династије краља Луја IX. Куршански затим убедљиво тврди да је цар Манојло I у брак са Ирином Сирикеном ступио наредне године, што значи да Ђорђе није био рођен пре 1254. године — а вероватно се родио и неколико година касније — има је 13 година када је ступио на престо. Тако је током првих неколико година његове владавине Царством управљало намесништво.
Појединости о спољним пословима његове владавине релативно су обилније. Један фактор је био то што је његов ривал за право на престо Византијског царства, цар Михаило VIII Палеолог, пристао да уједини православну и католичку цркву, а споразум је потписан на Другом лионском сабору 1274. године; као резултат тога, цар Ђорђе је све више виђен као предводник антиунионистичке фракције. Цар  Ђорђе се нашао директно угрожен од Му'ин ал-Дин Сулејмана који је контролисао Синопу на западу и грузијску државу Самцхе-Џавахетија на истоку; Имеретија је такође била потенцијална претња, а њен владар,краљ Давид VI Паметни, оженио се једном од Михаилових ћерки 1267. године. Цар Михаило је такође удао другу ћерку за Абака Кана од Илканата. Сходно томе, цар Ђорђе је био приморан на преговоре са непријатељима цара Михаила VIII Палеолога. Већ 1266-1267. године, Карло Анжујски, краљ Напуља, писао је цару Ђорђу; није познато да ли је цар Ђорђе одговорио. Протонотар Огерије је известио папу Николу III да цар Ђорђе узнемирава Савез цркава који је промовисао цар Михаило VIII Палеолог. „Није толико било у томе што је Карло Анжујски имао донкихотовски лојалног савезника у Трапезунту“, пише Ентони Брајер, „колико то што је Михаило терао своје поданике на унију, Ђорђа су антиунионистичке избеглице из Константинопоља гурале да се представља као предводник православља и у настојању да замени „јеретичког“ Михаила као цара у Цариграду.“
У Аналима епископа Стефана стоји да је цар Ђорђе имао неименовану ћерку, која се удала за грузијског племића. Друга могућа ћерка (или сестра) се удала за грузијског краља Деметријуса II.

## Издаја у Таурезиону
Тајанствена белешка да је цар Ђорђе издат на планини Таурезион збунила је научнике и око локације и тачног догађаја. Ниједан други текст не помиње директно „планину Таурезион“. Било је неколико предложених објашњења: планине Таурус, једна од неколико локација јужно од Трапезунта, и Таруца у источној Анадолији. Брајер разматра ове могућности пре него што укаже на слабости у њиховој идентификацији, и тврди да је Панарет под „Таурезионом“ мислио на Табриз, који је у то време био познат у облику сличном „Таурезиону“: правопис укључује јерменско „Т'аврез“ или „ Даврез"; Марко Поло га је назвао „Таурис“, а сиријски епископ „Таурезијума“ помиње се 1277. године.
Што се тиче тога како је цар Ђорђе издат, постоје најмање две различите сугестије. С једне стране, Џорџ Финлеј и Вилијам Милер су ово протумачили као да је он заробљен у борби, што су пратили и други историчари. С друге стране, Ентони Брајер је објавио чланак у Бизантинисцхе Зеитсцхрифт тврдећи да овај одломак треба тумачити као да је цар Ђорђе издан Абака кану од стране својих архонта на планини близу Табриза, где је Абака боравио у лето 1280. Неки научници, као што је Мишел Куршански, прихватили су Брајерово тумачење.
Трећи истраживач, Ахмет Зехироглу, сугерише да је цар Ђорђе био заробљен као резултат византијске завере и заробљен заједно са својом мајком од стране Абака Кана, на планини Дерсим у лето 1280. године.
Брајер даље истиче да постоје знаци да Ђорђе никада није у потпуности преузео титулу цара (басилеус), као докази за такав став наводи се следеће: његов претходник  био је његов отац цар Манојло I, а наследио га је његов брат цар Јован II. Ниједан сребрни новац није искован у његово име—иако је изненађујуће велика количина (преко 200 кованица) исковано у име његовог оца; Брајер сугерише да је неке од њих издао Ђорђе у име његовог оца. Само једна његова емисија бакарног новчића носи епитет „Велики Комнин“, док је у другом описан као „Деспот“ (деспоти), вазали цара. Даље, он је једини владар Трапезунта којег Панарет, у својој хроници, пропушта да назове „Велики Комнин“, а његову мајку Ирину Сирикену не назива „деспоином“. „Могуће је да је кан Абака одбио да га призна као Великог Комнина“, пише Брајер, „отуда и помоћна титула деспота на једној од његових врста новчића, његов неуспех да кује сребрне аспере и Панаретова суздржаност у његовом титулисању.“
Након што је изнео свој аргумент, Брајер затим спекулише о Ђорђевим последњим документованим годинама. Брајер истиче да се није радило о варалици који се појавио у Трапезунту 1284. године, јер је „мало вероватно да цар Јован II не би препознао свог полубрата“. Уместо тога, Брајер сугерише да је кан Абака из разних разлога поштедео цара Ђорђа и да га је затворио, а након Абакине смрти 1. априла 1282, цар Ђорђе је ослобођен. Затим је „отишао свом зету краљу Деметријусу II Грузијском и из Грузије кренуо у напад на Трапезунт 1284. године“, да би га одбили исти они који су га четири године раније издали.